# Aguarunes
El poble aguaruna o awajún (nom preferit per integrants del poble awajún, encara que també usen ii-nĩ-ia 'un de nosaltres'), és un poble indígena originari de la selva amazònica peruana, relacionada amb el poble shuar. Són més de 50 000 persones que viuen principalment en els departaments peruans de Amazones, Cajamarca, Loreto i San Martín.

## Denominació
El nom aguaruna prové del quítxua i vol dir gent salvatge, d'awka (enemic, salvatge) i runa (persona), nom que en èpoques passades també solia ser utilitzat per a denominar tribus veïnes com ara el poble Yagua.

## Territori
Els awajún es van estendre per tota la conca del riu Cenepa, limítrofa a la línia de frontera entre el nord del el Perú i el sud de l'Equador (la Serralada del Còndor). Per aquesta ubicació van ser afectats directament per conflicte limítrofe entre Perú i l'Equador.

## Característiques

### Grup Lingüístic
Pertanyen al grup lingüístic shuar, que abasta també a la llengua dels wampis, els shuars pròpiament dits i els achuars.

### Població
En el departament d'Amazones, els awajún són majoria entre els pobles originaris (un 90% aproximadament). El pas del temps ha determinat que, en gran manera, awajún i wampis s'uneixin i conformin un sol poble. Viuen en la província de Condorcanqui i formen un consell awajún amb alcaldes en districtes com El Cenepa, Neva i Riu Santiago.
Sent per tradició migrants, un gran contingent awajún es va assentar en el que avui és el vall de l'Alto Mayo, en el departament de San Martín. No obstant això, l'aïllament territorial en el qual viuen és el principal problema que afronta aquest poble. El seu caràcter llibertari els va obligar sempre a viure marginats de la civilització occidental, conreant, això si, una riquíssima vida espiritual incomprensible per a la majoria de peruans. L'arribada de colons i la despulla dels seus territoris ancestrals els han portat als extrems de misèria que avui dia viuen.

### Manifestacions culturals
Els homes usen corones de plomes o tawas. Els més vells vesteixen l' itipac (vestit) i la dona el buchak. Tenen una rica tradició terrissaire a càrrec de les dones “la ceràmica tradicional awajún se centra en l'elaboració d'atuells, olles i tinajas, a partir de diversos tipus d'argiles, cendres, resines, làtex, fulles i altres recursos naturals”. I afegeix que “l'aprenentatge d'aquest art és part del dékamu (saviesa ancestral) de les dones awajún, coneixement que els permet transformar elements del bosc amazònic en fines peces de ceràmica. Les dones múun (mestres) mantenen una tradició terrissaire lligada a la seva cosmovisió"

## Cosmovisió aguaruna

### Déus i deesses
En el seu món interior, creu en sis déus: Etsa, o el pare Sol, destructor d'un dimoni de la gènesi del món, anomenat Ajaim; Nugkui, o mare terra, que li dona el cultiu i la argila per a la ceràmica; Tsugki, o mare del aigua o del riu, que viu en els rius; Ajútap, o pare guerrer, una ànima dels combatents antics que trasmigra contínuament; i Bikut, o gran filòsof awajún, un llegendari ser que es transforma en el toé, planta al·lucinògena que, barrejada amb el ayahuasca, els fa connectar-se amb altres mons superiors.
Per al poble awajún, tots els éssers humans tenen dues ànimes: la iwaji, que puja al cel, i la iwakni, que es queda en la terra com a petit dimoni. Per a ells, la selva està plena d'ànimes, d'homes transformats en arbreés o en animals. Curiosament, per a elles i ells, el Chullachaqui, conegut com temut dimoniet en altres zones amazòniques, és una entitat protectora de la ecologia, un amic de les plantes que només espanta als depredadors de la naturalesa.

### Mística cerimonial
Els seus cerimonials místics amb toé i ayahuasca els permeten coloranades visions de la selva, perquè guarden un respecte sagrat a la Mare Naturalesa. El poble awajún manté un vel d'hermetisme sobre aquestes cerimònies, encara que en altres parts, com al Perú, són més accessibles i, fins i tot, recreen actuacions turístiques.

### La reducció de caps
Desconeixent-se gairebé tots els seus ritus i costums, sí que es va fer cèlebre en el món la pràctica de "reduir caps". Efectivament, aquest procediment, anomenat tzantza, feia que es momificase i conservés les caps dels enemics com a talismans guerrers.
Aquesta pràctica es realitzava decapitant el cadàver i després extraient l'esquelet cefàlic i facial de la persona. A continuació s'adobava la pell amb herbes, tanins, cabanes i altres ingredients; se li introduïa sorra calenta i la hi planxava. A l'interior d'aquesta pell que, d'aquesta manera, es reduïa de grandària, es col·locava una pedra petita, com a nou esquelet, i es conserva el cabell. Així, després de cosida en les seves ulls i boca, tenyida i magistralment preservada, s'aconsegueix un "cap reduït".

### Contaminació
La població awajún es troba en perill per la contaminació que sofreixen els seus territoris ancestrals a causa d'activitats extractives com la mineria il·legal per a l'extracció de or en el riu Cenepa.

## Líders del Poble Awajún
- Santiago Manuin Valera
- Evaristo Nugkuag Ikanam
- Luzmila Bermeo, presidenta de l'Asoc. d'artesanes